# La Serra (Balaguer)
La Serra és una muntanya de 300 metres que es troba al municipi de Balaguer, a la comarca catalana de la Noguera.